# Resolutie 1411 Veiligheidsraad Verenigde Naties
Resolutie 1411 van de Veiligheidsraad van de Verenigde Naties werd unaniem door de VN-Veiligheidsraad aangenomen op 17 mei 2002.

## Inhoud

### Waarnemingen
De Veiligheidsraad erkende dat genomineerde of verkozen rechters van het Internationaal Tribunaal voor Voormalig Joegoslavië of het Internationaal Tribunaal voor Rwanda de nationaliteit van twee of meer staten mogen hebben.
Er was al één zo'n rechter verkozen. Voor het lidmaatschap van de kamers van de tribunalen moesten zij beschouwd worden als van de nationaliteit van het land waarin ze hun burgerlijke en politieke rechten uitoefenen.

### Handelingen
Er werd beslist artikel °12 van het statuut van het Joegoslavië-tribunaal te vervangen door annex I. Er werd ook beslist artikel °11 van het statuut van het Rwanda-tribunaal te vervangen door annex II.

### Annex I — Artikel °12 - Samenstelling van de Kamers
De Kamers worden samengesteld uit zestien permanente rechters en negen ad litem-rechters, waarvan geen twee van dezelfde nationaliteit mogen zijn. Elke Kamer bestaat uit drie rechters en een ad-litem-rechter. Zeven van de permanente rechters zullen ook lid van de beroepskamer zijn. Voor elke zaak moet die uit vijf van haar leden bestaan. Leden van de Kamers die meerdere nationaliteiten hebben worden beschouwd als van de nationaliteit van de staat waarin ze hun burgerlijke en politieke rechten uitoefenen.

### Annex II — Artikel °11 - Samenstelling van de Kamers
De Kamers worden samengesteld uit zestien rechters waarvan geen twee dezelfde nationaliteit mogen hebben. Drie van hen zetelen in elk van de Kamers. Zeven zijn lid van de beroepskamer die voor elke zaak uit vijf van haar leden moet bestaan. Leden van de Kamers die meerdere nationaliteiten hebben worden beschouwd als van de nationaliteit van de staat waarin ze hun burgerlijke en politieke rechten uitoefenen.

## Verwante resoluties
- Resolutie 1347 Veiligheidsraad Verenigde Naties (2001)
- Resolutie 1350 Veiligheidsraad Verenigde Naties (2001)
- Resolutie 1431 Veiligheidsraad Verenigde Naties
- Resolutie 1449 Veiligheidsraad Verenigde Naties

Lijst ·  1387 ·  1388 ·  1389 ·  1390 ·  1391 ·  1392 ·  1393 ·  1394 ·  1395 ·  1396 ·  1397 ·  1398 ·  1399 ·  1400 ·  1401 ·  1402 ·  1403 ·  1404 ·  1405 ·  1406 ·  1407 ·  1408 ·  1409 ·  1410 ·  1411 ·  1412 ·  1413 ·  1414 ·  1415 ·  1416 ·  1417 ·  1418 ·  1419 ·  1420 ·  1421 ·  1422 ·  1423 ·  1424 ·  1425 ·  1426 ·  1427 ·  1428 ·  1429 ·  1430 ·  1431 ·  1432 ·  1433 ·  1434 ·  1435 ·  1436 ·  1437 ·  1438 ·  1439 ·  1440 ·  1441 ·  1442 ·  1443 ·  1444 ·  1445 ·  1446 ·  1447 ·  1448 ·  1449 ·  1450 ·  1451 ·  1452 ·  1453 ·  1454